# Gefüllte Paprika

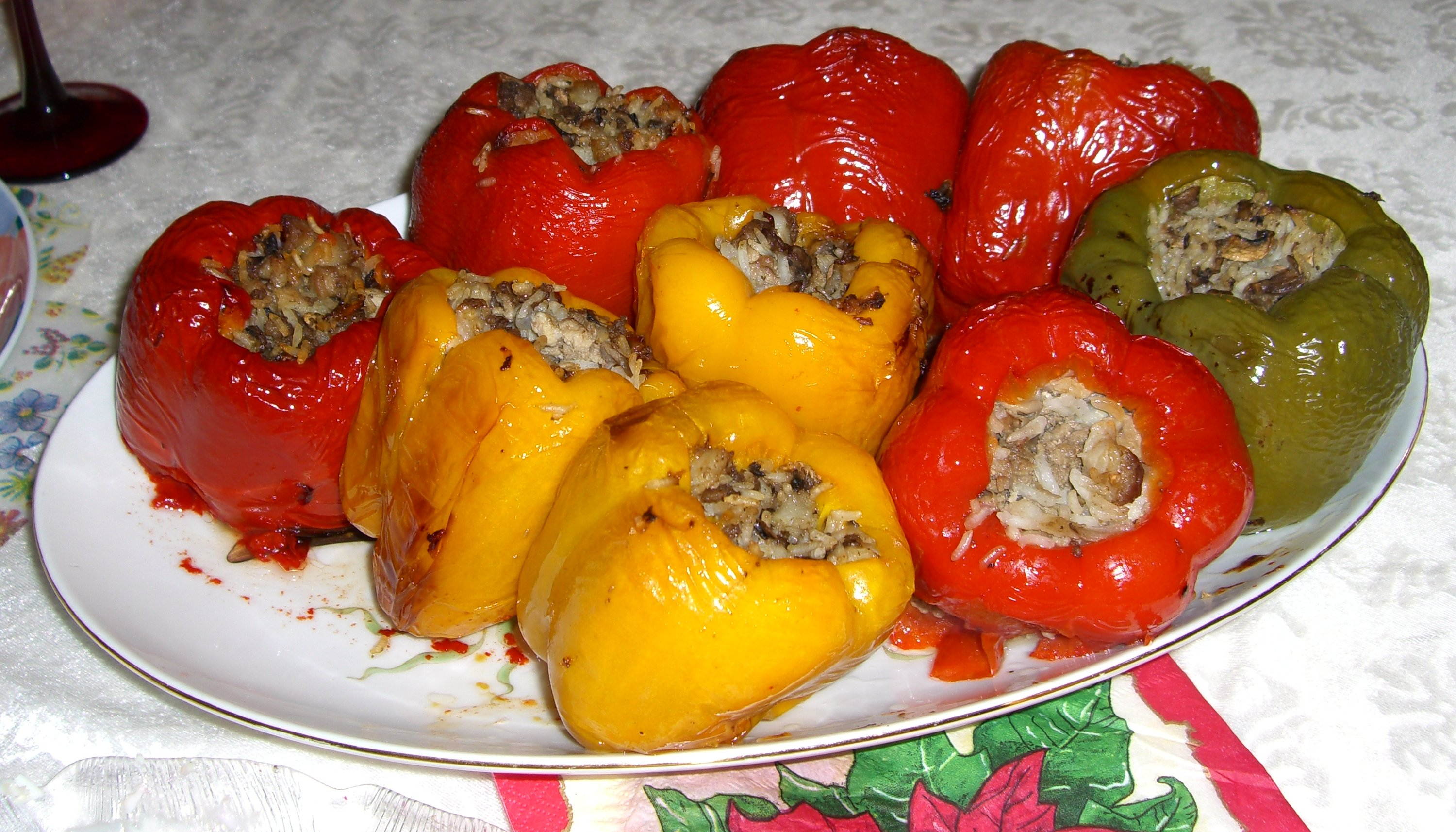
Gefüllte Paprika

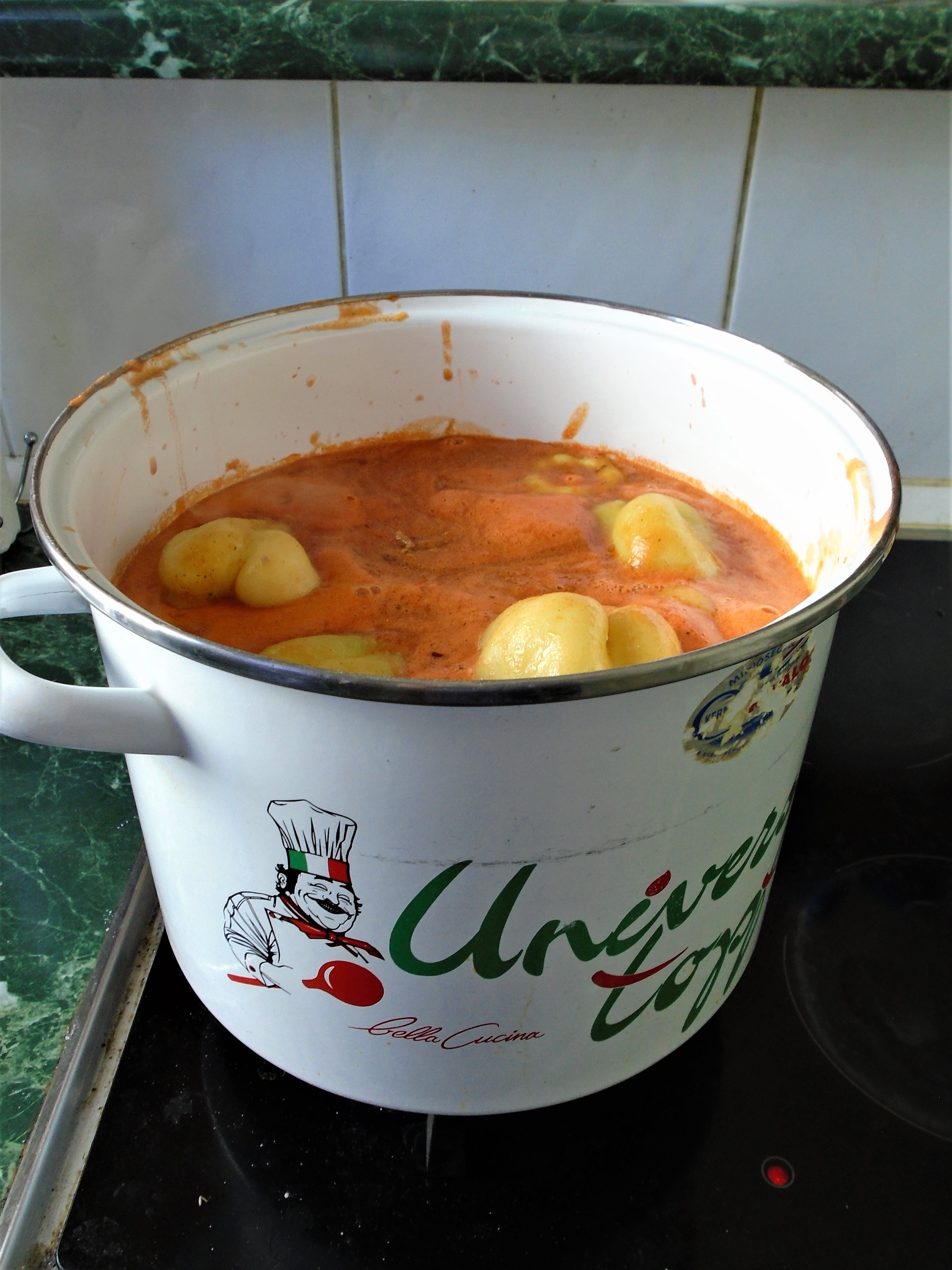
Gefüllte Paprika im Topf gekocht

Gefüllte Paprika sind in vielen Ländern ein traditionelles Gericht, für dessen Zubereitung man entkernte Paprikaschoten verwendet. Als Füllung verwendet man meist Reis oder Hackfleisch. Typische Zubereitung ist das Schmoren im Backofen oder im geschlossenen Topf, meist in einer Tomatensauce.
Die gefüllten Paprika kamen durch die Türken nach Ungarn, von wo sie während der Habsburger Zeit in Europa bekannt wurden. Die Ungarn kannten zu dem Zeitpunkt nur gefülltes Kraut.

## Geschichte
Nach dem Aufkommen der Paprikafrüchte in Mittel- und Osteuropa und in Vorderasien wurde ihre kastenartige Form als ideal zum Befüllen befunden. Die Köche füllten sie mit Hackfleisch, Getreide und anderen Mischungen, kochten oder schmorten sie. Die Ungarn bereiteten zuvor schon mit Sauerkraut gefüllte Paprikaschoten. Mit Käse gefüllte Paprikafrüchte sind in Italien, Ungarn und auf dem Balkan besonders beliebt. In Rumänien und in anderen Balkanstaaten werden für dieses Gericht sogenannte italienische Paprika (Cubanelle) verwendet. Gefüllte Paprika wurden zu einem der wenigen Paprika-Gerichte, die vom Großteil der aschkenasischen Gemeinschaft übernommen wurden. Anscheinend gelangten die gefüllten Paprikaschoten gegen Ende des 19. Jahrhunderts in die USA.

## Varianten

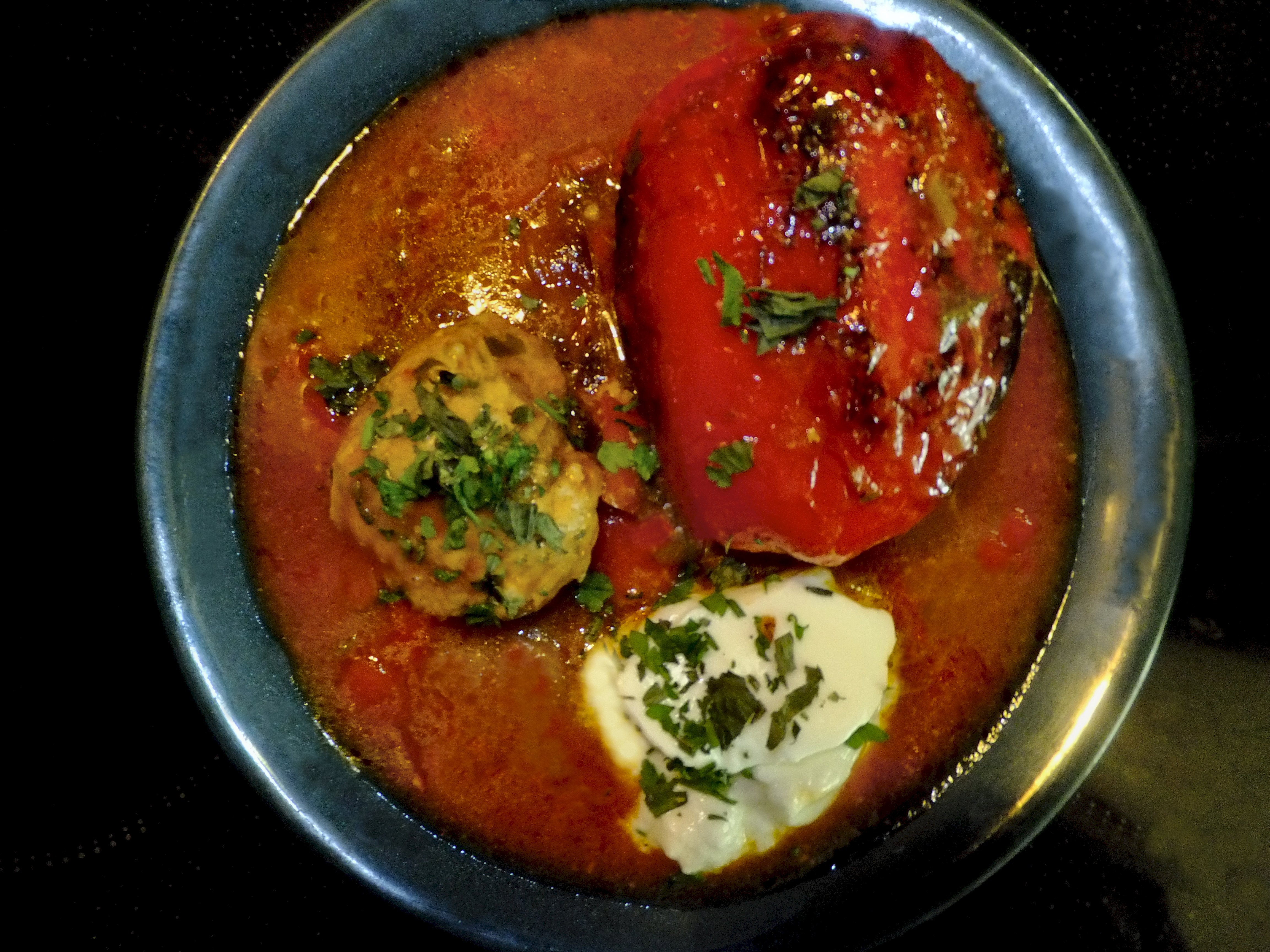
Ardei umpluți

- Ardei umpluți – Für die rumänische Variante bereitet man die Hackmasse aus Rind- und Schweinefleisch zu und mischt etwas Reis darunter. Als Kräuter verwendet man Petersilie, Dill und Sellerieblätter. Serviert wird in einer tomatigen Sauce mit saurer Sahne oder Joghurt. Beilage ist häufig Mămăligă.[4][5]
- Bostoner Art – Kleine Früchte werden mit Krabbenfleisch gefüllt, anschließend paniert und frittiert.[6]
- à la menagere (Hausfrauenart) – Hierfür erstellt man eine Masse aus Bratwurstbrät und Reis und füllt die Früchte damit.
- Piperies Gemistes (griechisch πιπεριές γεμιστές) – Die griechische Variante wird mit Reis, Zwiebeln, Petersilie, Dill und Minze gefüllt.[7] Hackfleisch (kimas κιμάς) kann zugefügt werden.
- á la turque: Paprikafrüchte mit grob gehacktem gekochtem Hammelfleisch und Reispilaw gefüllt, optional mit Rosinen.[1]